# Mr.レディMr.マダム2
『Mr.レディMr.マダム2』（ミスターレディミスターマダム2、La Cage aux Folles II）は、1980年のフランス・イタリア合作のコメディ映画。監督はエドゥアール・モリナロ、出演はミシェル・セローとウーゴ・トニャッツィなど。ジャン・ポワレの舞台劇『ラ・カージュ・オ・フォール』を原作とした1978年の映画『Mr.レディMr.マダム』の続編。映画オリジナルのストーリーでポワレ自身が原案・脚本で制作に加わっている。続編として『Mr.レディMr.マダム3 ウエディングベル』（1985年）が作られた。

## ストーリー
熟年のゲイカップル、レナートとアルバンは、ふとしたことから東側のスパイに命を狙われることになる。

## キャスト
※括弧内は日本語吹替声優
- アルバン・ムージェット（ザザ・ナポリ）: ミシェル・セロー（金田龍之介） - 主人公でクラブの看板スター。
- レナート・バルディ: ウーゴ・トニャッツィ（黒沢良） - ナイトクラブ経営者。アルバンの「夫」。
- ブロカ: マルセル・ボズフィ（フランス語版）（大塚周夫） -  諜報局のボス。
- シモン・シャリエ: ミシェル・ガラブリュ（富田耕生） - 保守政党の政治家。
- バルディ夫人: パオラ・ボルボーニ（フランス語版）（麻生美代子） -  レナートの母。
- ジャコブ: ベニー・リュケ（英語版）（屋良有作） - レナートとアルバンの世話をしているオカマの黒人メイド。

吹替放映1986年5月25日テレビ朝日『日曜洋画劇場』

## 作品の評価
Rotten Tomatoesによれば、6件の評論のうち高評価は67%にあたる4件で、平均点は10点満点中6.3点となっている。
第6回セザール賞でミシェル・セローが主演男優賞にノミネートされたが、受賞はならなかった。